# Nzingha Prescod
Nzingha Prescod (New York, 14 agosto 1992) è una schermitrice statunitense.

## Palmarès
- Mondiali

Mosca 2015: bronzo nel fioretto individuale.
Lipsia 2017: argento nel fioretto a squadre.
Wuxi 2018: oro nel fioretto a squadre.
Budapest 2019: bronzo nel fioretto a squadre.
- Giochi Panamericani:

Guadalajara 2011: oro nel fioretto a squadre e argento nel fioretto individuale.